# Sharon Lee (judokate)
Pour les articles homonymes, voir Sharon Lee.
Sharon Lee, née le 13 mars 1963 à Birmingham, est une judokate britannique.

## Palmarès international en judo
| Championnats du monde | Championnats du monde | Championnats du monde |
| Année                 | Médaille              | Catégorie             |
| --------------------- | --------------------- | --------------------- |
| 1989                  | argent                | Open                  |
| Championnats d'Europe |                       |                       |
| Année                 | Médaille              | Catégorie             |
| 1988                  | bronze                | +72 kg                |
| 1990                  | or                    | Open                  |
| Jeux du Commonwealth  |                       |                       |
| Année                 | Médaille              | Catégorie             |
| 1990                  | or                    | +72 kg                |
| 1990                  | or                    | Open                  |